# Glyphoglossus minutus
Espèce
Synonymes
- Calluella minuta Das, Yaakob & Lim, 2004

Statut de conservation UICN

 NT  : Quasi menacé
Glyphoglossus minutus est une espèce d'amphibiens de la famille des Microhylidae.

## Répartition
Cette espèce est endémique de l'État du Pahang en Malaisie. Elle n'est connue que par les trois spécimens collectés dans le nord-ouest du parc national de Taman Negara,.

## Description
Glyphoglossus minutus mesure environ 30 mm. Son dos est brun-jaune avec des taches triangulaires brun-gris foncé.

## Étymologie
Son nom d'espèce, du latin, minuta, « minuscule », lui a été donné en référence à sa petite taille comparée aux autres membres du genre.

## Publication originale
- Das, Yaakob & Lim, 2004 : A new species of Calluella Stoliczka, 1872 (Anura: Microhylidae) from Taman Negara, Pahang State, Peninsular Malaysia. Raffles Bulletin of Zoology, vol. 52, no 1, p. 257-260 (texte intégral).